# Ionogramme
L'ionogramme est un examen de laboratoire de biologie médicale qui analyse la concentration en électrolytes d’un liquide organique (sang, urines, liquide céphalo-rachidien). Ces électrolytes sont des sels, acides, bases, capables de se dissocier en solution pour former des ions. Ces ions sont de deux types :
- les cations (ions positifs attirés par la cathode) tels que :
  - le sodium Na+,
  - le potassium K+,
  - le calcium Ca2+,
  - le magnésium Mg2+ ;

- les anions (ions négatifs attirés par l’anode) tels que :
  - le chlorure Cl−,
  - les bicarbonates HCO3−,
  - les phosphates HPO42−,
  - les sulfates SO42−,
  - les acides organiques,
  - les protéines.

C'est un examen biologique très courant et très utile pour dépister les troubles ioniques qui surviennent dans les maladies rénales, hormonales, maladies iatrogènes, les troubles de l'hydratation, les troubles gastro-intestinaux (diarrhée, vomissements), les malnutritions, et dans toute perturbation de l’équilibre acido-basique de l’organisme.
Cet examen fait partie des éléments de surveillance d'un malade sous traitement (diurétiques par exemple).

## Types d'ionogramme
- Sanguins :
  - ionogramme simple : Na+ ; K+ ; Cl− ;
  - ionogramme complet : simple + HCO3− ; protéines ;
  - ionogramme étendu : complet + Ca2+ ; phosphates.

- Urinaires :
  - Na+ ; K+ ; Cl− ; phosphore ; albumine ; acétone ; glucose ; urée ; créatinine ; acide urique ; amylase.

## Conditions de l'ionogramme sanguin

### Préanalytiques
Le prélèvement sanguin se fait à jeun (pour certains paramètres uniquement) sur sang veineux ou artériel (si gazométrie) dans un tube sec (sérum) ou avec anticoagulant (héparine de lithium pour conservation du plasma). L'acheminement au laboratoire s'effectue rapidement afin d'éviter toute hémolyse. L'échantillon sera centrifugé (pour obtention du plasma seul) ou non (sang total).

### Analytiques
Analyse et détermination de l'ionogramme. Validation des résultats.

### Post-analytiques
Diffusion du résultat auprès du prescripteur.

### Valeurs normales
|                | ion          | mEq/l ou mg/l   | mmol/l            |
| -------------- | ------------ | --------------- | ----------------- |
| Natrémie       | Sodium       | 135 à 145 mEq/l | 135 à 145 mmol/l  |
| Kaliémie       | Potassium    | 3,5 à 5 mEq/l   | 3,5 à 5 mmol/l    |
| Chlorémie      | Chlorure     | 95 à 105 mEq/l  | 95 à 105 mmol/l   |
| Bicarbonatémie | Bicarbonates | 22 à 30 mEq/l   | 22 à 30 mmol/l    |
| Calcémie       | Calcium      | 90 à 100 mg/l   | 2,25 à 2,5 mmol/l |

### Interprétation
Le ionogramme permet d'interpréter :
- le trou anionique est la somme des cations sanguins soustraits de la somme des anions souvent simplifié par la formule suivante. Trou anionique = ([Na+] + [K+])  - ([Cl −] + [HCO3−]) généralement en mmol/L ;
- il permet aussi de calculer osmolarité sanguine par différentes formules tel que : Osmolarité sanguine = ([Na+] + [K+]) x 2 + Urémie + glycémie.

https://www.fiches-ide.fr/normes-biologiques/recommandations-et-ordre-de-prelevement/#:~:text=Le%20tube%20EDTA%20contient%20du,Les%20num%C3%A9rations

## Ionogramme urinaire
C'est un examen de la biologie médicale qui fait partie des tests biochimiques. Il dépend du dépistage et de la surveillance des troubles de certains ions présents dans les urines. 

### Valeurs normales
|               | ion        | mmol/l par 24h   |
| ------------- | ---------- | ---------------- |
| Natriurie     | Sodium     | 50 à 300 mmol/l  |
| Kaliurie      | Potassium  | 20 à 120 mmol/l  |
| Chlorurie     | Chlorure   | 50 à 120 mmol/l  |
| Calciurie     | Calcium    | 50 à 220 mmol/l  |
| Urée urinaire | Urée       | 250 à 550 mmol/l |
| Créatinurie   | Créatinine | 10 à 20 mmol/l   |

Valeurs pour un adulte moyen, variable en fonction des laboratoires.

### Articles annexes
- Hémogramme
- Gaz du sang
- Insuffisance rénale